# 清元英里子
清元 英里子（きよもと えりこ、1971年8月5日 - ）は、日本のAV女優。ゼロサムプロダクション所属。
東京都出身。身長:154cm。スリーサイズ:B84・W58・H87。

## 略歴・人物
2008年にデビューした熟女系のAV女優である。

## 出演作品

### アダルトビデオ
- 人妻美食 Menu 4（2008年10月24日、ウィークエンダー）
- 独占!人の妻ワイドスペシャル　だめ〜、イキすぎて変になっちゃう! 痴態!セックスレス人妻の本当の姿（2008年10月31日、アテナ映像）他出演:芹沢舞、及川みさき、藤村しずか
- 人妻痴悦旅行 六十九 人妻肉体裏取引編（2008年11月20日、グローリークエスト）共演:黒田ユリ
- 人妻デリバリー 13（2008年11月21日、クリスタル映像）他出演:綾女、芹沢舞、千堂静香、北沢ひとみ